# 郵便物

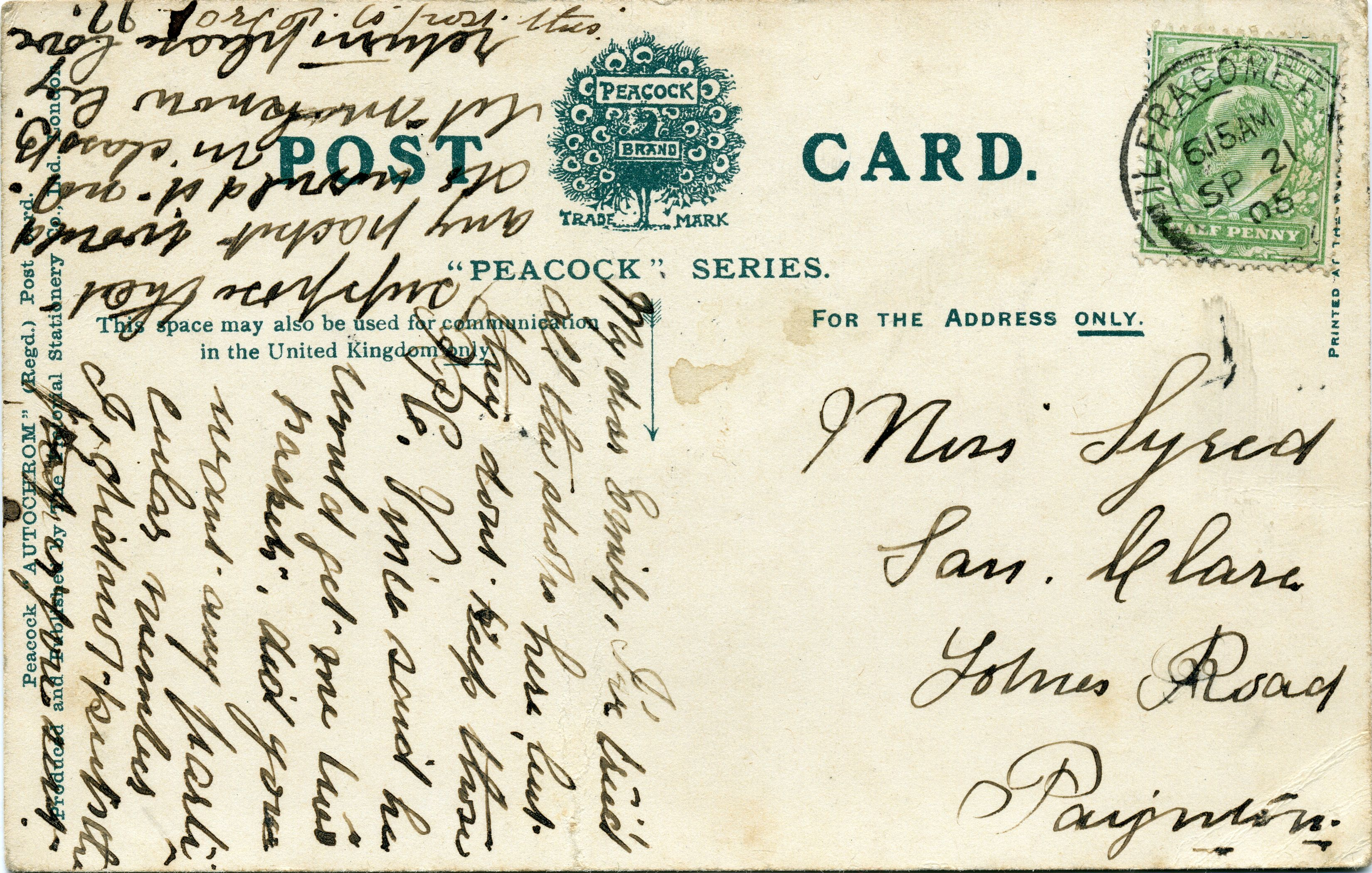
postcard はがき（米国、1860年代〜1870年代）

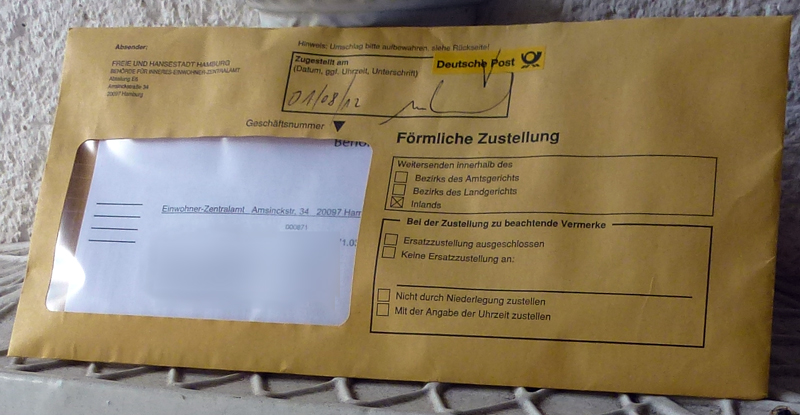
封書（ドイツ）

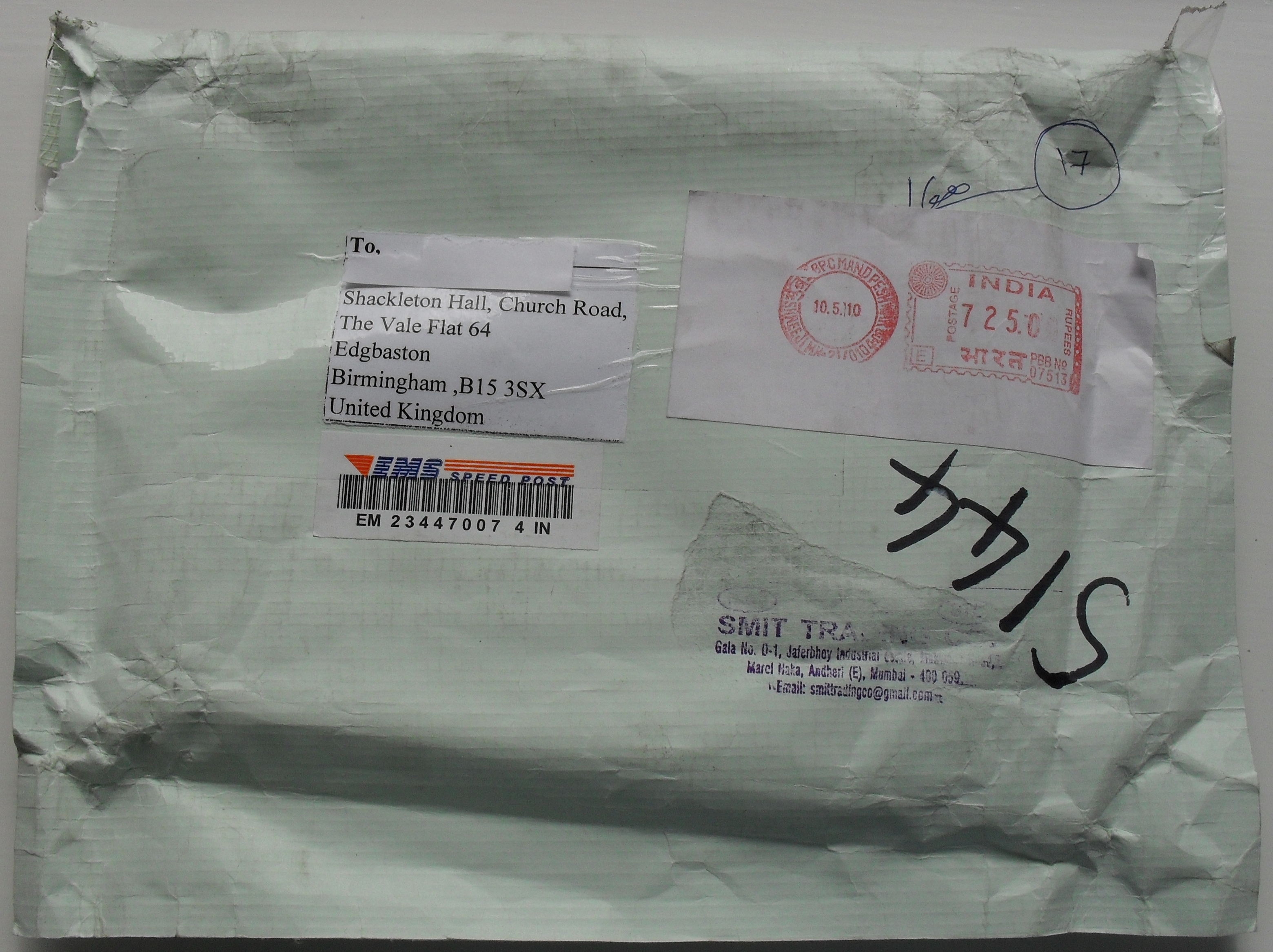
インドからイギリスに送られたEMS

郵便物（ゆうびんぶつ、英: post item）とは、郵便によって送られる手紙や物品のことである。

## 概要
具体的に郵便物には、はがき・封書や小包などが該当する。
国際連合の専門機関である「万国郵便連合」（仏: Union postale universelle, UPU、英: Universal Postal Union）の「万国郵便連合憲章」に基づいた「多国間条約」である「万国郵便条約」の「第1条の2」の「第1項」の「1.1」には、「郵便物とは、通常郵便物、小包郵便物、郵便為替証書等郵便により差し出される個々の物を意味する包括的な用語をいう。」という定義がみられる。

## 郵便物の分類
万国郵便条約では、次に掲げる通り郵便物を分類しており、万国郵便連合（UPU）の加盟国内における国内郵便の分類にも適用される。
通常郵便物
通常郵便物（仏: Envoi de la poste aux lettres、英: Letter post item）は、「小包郵便物」などに該当しない、主に通信を目的とする郵便物のことである。信書が含まれる。
小包郵便物
小包郵便物とは、主に物品を送付する郵便物のことである。通例、信書は、含まれない。
郵便為替証書
郵便為替証書とは、郵便または郵政の制度を利用した、送金のための証書のことである。

## 日本における郵便物
日本においては、日本国内でやり取りする郵便物を内国郵便物（ないこくゆうびんぶつ）と呼称し、日本国外とのやり取りがある郵便物を国際郵便物（こくさいゆうびんぶつ）と呼称している。
通常郵便物（つうじょうゆうびんぶつ）とは、小包郵便物などに該当しない郵便物のことである。平成19年（2007）の郵政民営化後、内国郵便物について、小包郵便物が「荷物」、通常郵便物は単に「郵便物」と呼ばれるようになった。特殊取扱としない郵便物（手紙・はがき）は、料金相当分の切手を貼付するなどし、郵便ポスト（法令名：郵便差出箱）に差し出すことで、郵便事業者により、あて先の郵便受け、あるいは私書箱などへ送られる。
なお、2021年10月から郵便物の配達日数が一部変更され、通常郵便物（下記のうちの第1種郵便物・第2種郵便物に当たるもの。但しレターパックは除く）については従来の「差出日の翌日か翌々日」としていたものを「差出日の翌々日か3日後」に変更、土曜日・日曜日・祝祭日の配達を原則行わないことになった。但しレターパックなどは従来通りの「差出日の翌日か翌々日」、かつ土曜日・日曜日・祝日も配達するルールで変更はない。

### 内国郵便物
- 第一種郵便物（封書）
  - 定形郵便物
  - 定形外郵便物
  - 郵便書簡（ミニレター）
  - 特定封筒郵便物（レターパック、スマートレター）
- 第二種郵便物（はがき）
  - 通常はがき
  - 往復はがき
- 第三種郵便物（定期刊行物）
- 第四種郵便物
  - 通信教育用郵便物
  - 点字郵便物、特定録音物等郵便物
  - 植物種子等郵便物
  - 学術刊行物郵便物

#### 内国郵便物のその他の分類
- 電子郵便
  - ファクシミリ送信型電子郵便（レタックス）  - ファクシミリを利用した手書き文面を送る。電報と同様に慶弔に使われることが多い。
    - フラワーレタックス - 生花をセットして送る（2007年3月31日で廃止）。
    - マネーレタックス - 電信為替をセットして送る（2007年9月で廃止（最終締切は2007年9月28日18時））。

  - コンピュータ送信型電子郵便
    - Webゆうびん - ウェブサイトから差し出すもの。
      - Webレタックス
      - Web速達
      - Webレター

    - コンピュータ郵便 - 送り先を記載したコンピュータメディアを郵便局に持ち込んで、郵便局で送り先や通信文を印字して発送する。

  - 電子内容証明郵便
  - 電話利用型電子郵便
- 選挙郵便 - 公示後に出されるもの。通常は葉書が用いられる。候補者のPR用ダイレクトメールであり、基本的に無料。ただし、小選挙区選出の衆議院議員の選挙で、政党が私製するものや公示前に出される選挙事務所開き案内、選挙管理委員会が出す投票所入場券は有料である。また、あて先への現地配達が原則であり、私書箱送りは認められない。
- 配達地域指定郵便物（タウンメール） - 宛名記載をせず指定した区域のみを配達する。各種宣伝用に使われることが多くポスティングに近い。内容がチラシであっても、郵便物である。
- 代金引換郵便 - 一般郵便（簡易書留郵便扱いないしは書留郵便扱いを含む）のオプションとして利用可能サービス。ゆうメール扱いの代引ラベルと兼用のものを利用するが、一般書留扱いか否か（簡易書留扱いの場合は一般扱いのものを利用）、電信振替扱いか否かで4種類のラベルを使い分ける形となる。ただし、電信振替扱い専用のラベルが大型であるため、郵便物に貼り付けられない場合は、やや小型である通常振替用のラベルを利用してもよいことになっている。

### 国際郵便物

#### 国際通常郵便物
- 船便（後述のエコノミー航空（SAL）と併せ、平面路郵便物と呼称）
  - 書状
  - はがき

2023年9月末をもってはがき発売を終了。私製はがきは引き続き送ることができる[2]。
  - 印刷物
  - 特別郵袋印刷物
  - 小形包装物

船便では1971年点字郵便物の制度は廃止された。
- 航空便
  - 書状
    - グリーティングカード - 日本国外ではクリスマスなどにあいさつ文を記したイラスト入りの葉書を送る習慣があり、これをグリーティングカードと呼ぶ。

  - はがき
  - 印刷物・点字
    - Dメール（航空優先大量郵便物）・Pメール（航空非優先大量郵便物）

  - 特別郵袋印刷物
  - 小形包装物
    - Dメール・Pメール
    - 国際eパケット

  - 航空書簡

2023年9月末をもって販売と取り扱いを終了した[2]。
- エコノミー航空（SAL）郵便

船便と航空便の中間に当たる制度で印刷物・特別郵袋印刷物・小形包装物が対象
いずれも書留・速達（取扱国に限定あり）・保険付の特殊取扱を加えることができる。

#### 国際小包郵便物
- 船便
- 航空便
- SAL便

#### EMS郵便物
- 国際スピード郵便（EMS）

### 郵便物に関連する罰則
日本の法規では、日本郵便株式会社の郵便の業務に従事する職員は、配達しないなどの遅延させたときは、これを「1年以下の懲役又は30万円以下の罰金に処する。」とされている。また「故意に開き、き損し、隠匿し、放棄し、又は受取人でない者に交付した者」は、これを「3年以下の懲役又は50万円以下の罰金に処する。」とされている。
また切手を偽造した者は、「10年以下の懲役に処する。」とされ、またこれらの予備未遂も処罰されることになっている。

### 郵便物に含まれないもの
郵政民営化により、それまで日本郵政公社が内国郵便物の一種として提供していた旧小包郵便物は荷物と呼ばれ、郵便として扱われなくなった。
- ゆうパック
- ゆうメール
  - ゆうパケット
- ポスパケット（2016年9月30日をもって取扱終了）
- エクスパック（2014年3月31日をもって取扱終了）

なお、国際郵便に関しては、民営化前後を通じて郵便法第11条の規定（郵便に関し条約に別段の定のある場合には、その規定による。）に基づき万国郵便条約等を根拠としており、現在も小包郵便物等の取扱いがある。

### その他

#### 再配達サービス
特殊取扱（書留、代金引換など）における受取人不在、その他の事由（郵便受箱に入らない等）によって配達することができない内国郵便物や一部の内国荷物は、再配達サービスを受けられる（内国郵便約款71条以下）。なお、ゆうパックの再配達サービスは制度上もこれとは異なる。また、配達時間帯指定郵便とは、指定可能な時間帯も含め、本質的に異なる。
郵便物等の再配達サービスは日時、時間帯を指定する事ができる。
- 2018年8月31日まで[注釈 3]
  - 午前
  - 12時 - 14時
  - 14時 - 17時
  - 17時 - 19時
  - 19時 - 21時
- 2018年9月1日以降
  - 午前
  - 12時 - 14時
  - 14時 - 16時
  - 16時 - 18時
  - 18時 - 20時
  - 19時 - 21時